# Гебхард, Мария Хедвиг
Мария Хедвиг Гебхард (нем. Maria Hedwig Gebhard, урождённая Штейн, нем. Stein; 2 мая 1785, Пернов, Лифляндская губерния, Российская империя — 22 февраля 1857, Москва, Российская империя) — российская оперная певица (сопрано) и актриса.
Подростком побывала в Санкт-Петербурге на спектаклях Немецкого театра, после чего решила стать актрисой. Дебютировала на сцене в 1805 году в Москве благодаря поддержке директора московского Немецкого театра Карла фон Штейнсберга. В том же году вышла замуж за актёра и певца Фридриха Альберта Гебхарда и на протяжении двух с половиной десятилетий выступала вместе с ним как в опере, так и в драме. Среди основных партий Гебхард — прежде всего, оперы В. А. Моцарта: Констанца в «Похищении из сераля», графиня и Сюзанна в «Свадьбе Фигаро», Церлина в «Дон Жуане», Вителлия в «Милосердии Тита», а также Леонора в «Фиделио» Людвига ван Бетховена и Анна в «Белой даме» Франсуа Буальдьё. В драматическом репертуаре Гебхард выделялись роли в пьесах Фридриха Шиллера, Генриха Клейста, Франца Грильпарцера, Шекспира. В 1830—1832 гг. вместе с мужем работала в Бамберге, гастролировала также на других германских сценах. Затем вернулась в Россию и в середине 1830-х гг. продолжала выступать на сценах Петербурга и Москвы.
Мать пятерых детей, среди которых художница-миниатюристка Минна (Вильгельмина) Фёдоровна Гебхард (1809—1888) и певица Полина Фёдоровна Гедике, бабушка Александра Гедике и братьев Николая, Александра и Эмилия Метнеров.